# Hippodrome de Maisons-Laffitte
L'hippodrome de Maisons-Laffitte est un champ de courses hippiques situé à Maisons-Laffitte, dans le département français des Yvelines (France).

## Historique
Inauguré le 6 juin 1878 en présence du président Patrice de Mac Mahon, l'hippodrome de Maisons-Laffitte fait partie de la série de champs de courses construits au cours de la seconde moitié du XIXe dans la couronne francilienne en complément des grands hippodromes parisiens (Auteuil, Longchamp, Saint-Cloud et Vincennes) et aux côtés de ceux de La Marche à Marnes-la-Coquette (1851), Enghien (1879), Saint-Ouen (1881) et Colombes (1883).
C'est Joseph Oller (1839-1922), « homme d'affaires téméraire », créateur du Pari Mutuel, qui est à l'origine du projet et qui fit l'acquisition  du terrain en bordure de Seine sur lequel est situé l'hippodrome.
L'architecte André Raimbert dessine le nouvel hippodrome inauguré en 1902 pour prendre la suite de celui de 1878. l’architecte adopte le style néo-régionaliste normand avec des « pans de bois aux multiples combinaisons, toits à pans brisés aux nombreux décrochements, épis de faîtage pittoresques ».
De 1898 à 1939, l'hippodrome était desservi par un embranchement spécial de la ligne de Paris-Saint-Lazare au Havre, la ligne de Maisons-Laffitte à Champ-de-Courses.
En 2020, France Galop ferme le site. En 2023, la municipalité rachète l'hippodrome.

## Description
C'est un hippodrome de galop avec une piste de 4 680 m en herbe, située en bordure de la Seine. La ligne droite de plus de 2 000 m est la plus longue d'Europe avec celle du Rowley Mile Course de Newmarket (Suffolk, Angleterre). L'hippodrome de Maisons-Laffitte possède la particularité d'être le seul hippodrome de plat en Île-de-France où les chevaux peuvent courir corde à gauche et corde à droite dans la même réunion de courses.
Différentes configurations de pistes sont possibles, avec au total 35 départs différents :
- Une piste corde à droite (1 600 m à 3 200 m)
- Une piste corde à gauche (1 400 m à 2 400 m)
- Une ligne droite (2 000 m)

En juin 2016, l'hippodrome est victime d'une inondation importante liée à la crue de la Seine, qui le rend impraticable pendant plusieurs semaines.

## Courses
Une grosse vingtaine de journées de courses sont habituellement organisées sur l'hippodrome, principalement entre fin mars et début novembre (avec une pause en août). L'hippodrome accueille plusieurs courses de groupe II et de groupe III.
Les courses les plus attendues de la saison à Maisons-Laffitte :
- Prix Djebel et Prix Imprudence (Groupes III), courus en avril sur 1 400m et préparatoires aux importantes Poules d'Essai, organisées à Longchamp en mai
- Prix Texanita (Groupe III), couru en mai sur 1 100m
- Prix Paul de Pourtalès, couru en juin sur 2 800 m
- Prix Maurice de Nieul (Groupe II), couru en juillet sur 2 800m
- Prix Eugène Adam (Groupe II), couru en juillet sur 2 000 m à Maisons-Laffitte.
- Prix de Ris-Orangis (Groupe III), couru en juillet sur 1 200m
- Prix Robert Papin (Groupe II), couru en juillet sur 1 100 m
- Prix Messidor (Groupe III), couru en juillet sur 1 600m
- La Coupe de Maisons-Laffitte (Groupe III), couru en septembre sur 2 000m
- Prix Eclipse (Groupe III), couru en septembre sur 1 200m
- Critérium de Maisons-Laffitte (Groupe II), couru en octobre sur 1 200 m
- Prix Miesque (Groupe III), couru en octobre/novembre sur 1 400m
- Prix de Seine-et-Oise (Groupe III), couru en octobre/novembre sur 1 200m

## Centre d'entraînement
L'hippodrome accueille un centre d'entraînement sur 130 ha dont 40 de pistes herbées, 20 ha de pistes sablées et 70 ha d'espaces verts (espaces boisés, ronds de détente, etc.). Les pistes sont aménagées pour l'entrainement aux courses de plat mais également pour les courses d'obstacles, avec des reproductions à l'identique d'obstacles de l'hippodrome d'Auteuil.

## Galerie

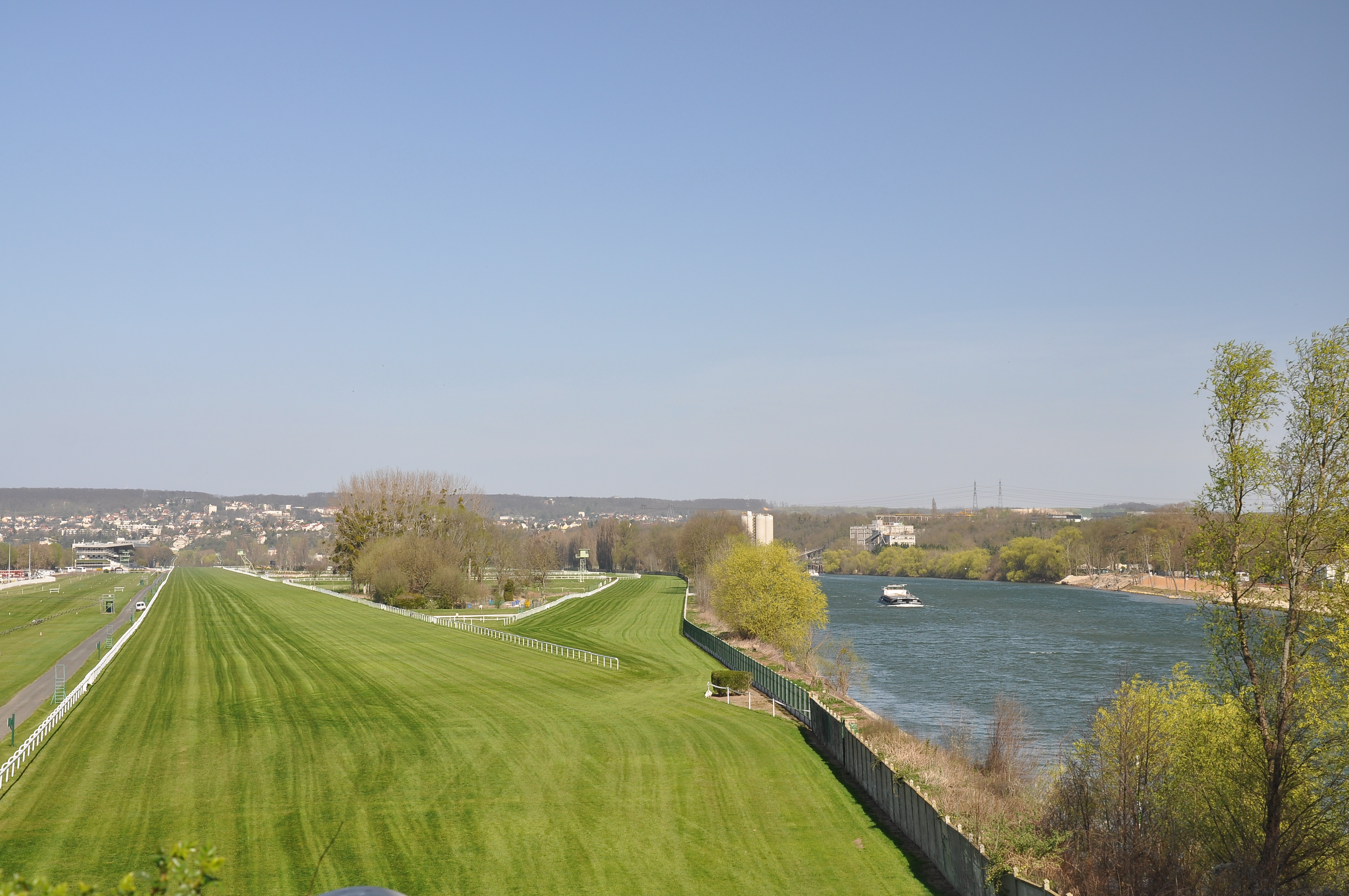
Les bâtiments de l'hippodrome.
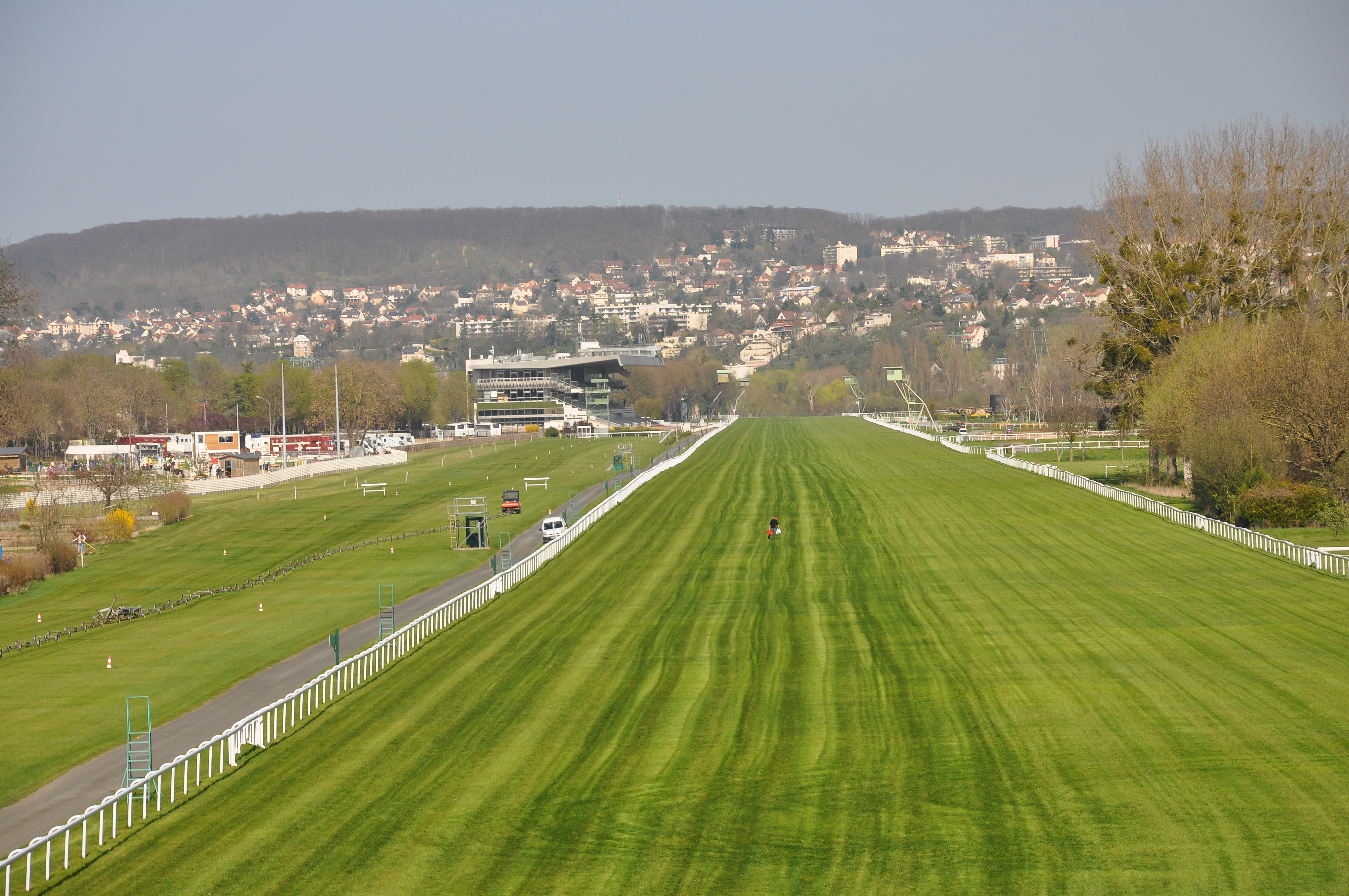
Vue de la piste principale.
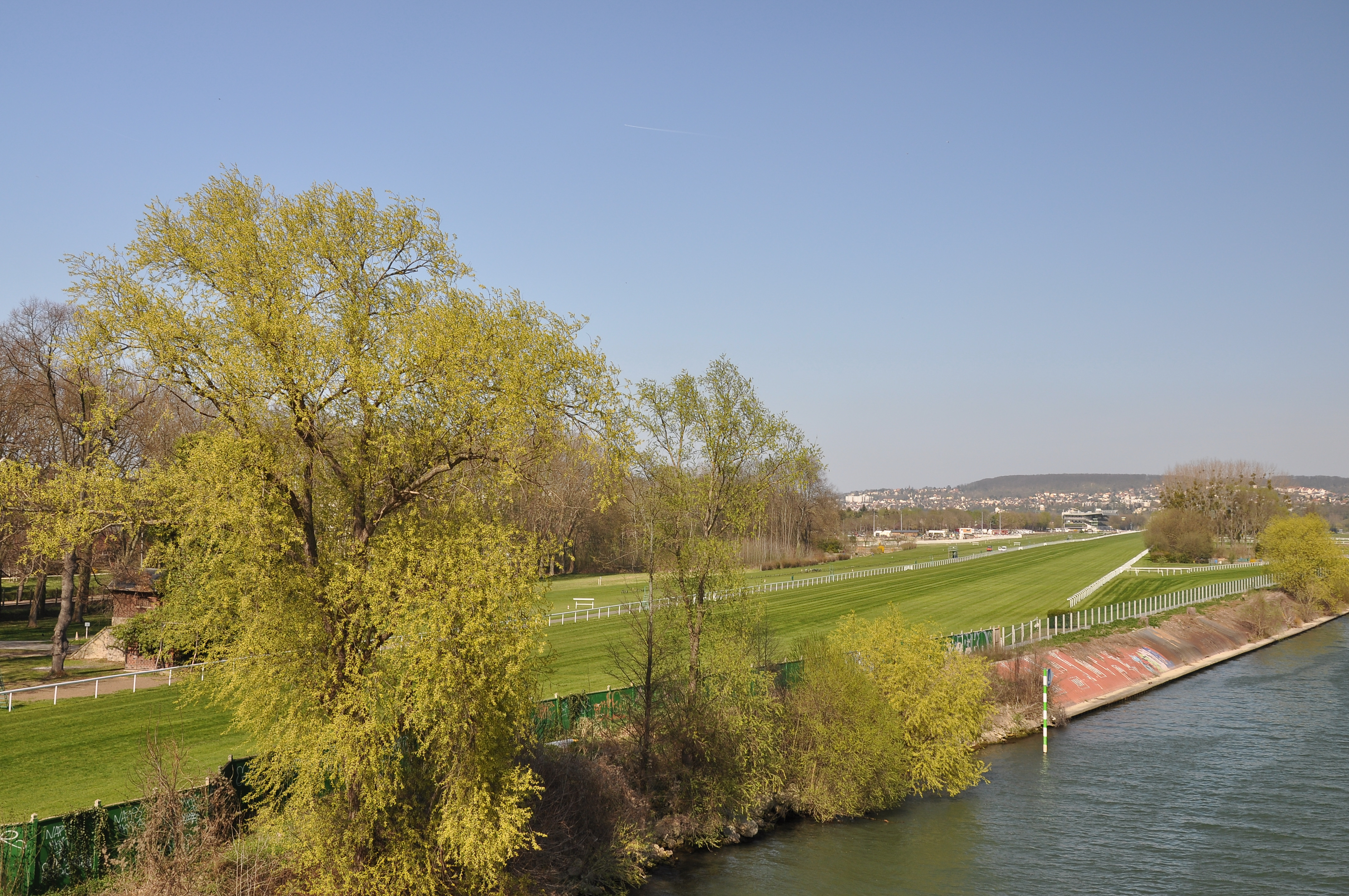
Piste principale au long de la Seine.